# TT208
La tombe thébaine TT 208 est située à El-Khokha, dans la nécropole thébaine, sur la rive ouest du Nil, face à Louxor en Égypte.
C'est la sépulture de Roma (Rmˁ) datant des XIXe/XXe dynasties.